# Dina Vierny
Dina Vierny, geboren als Dina Aibinder (Chisinau, Bessarabië,  25 januari 1919 – Parijs, 20 januari 2009) was model, kunsthandelaar en oprichter van het Musée Maillol te Parijs. Ze was het laatste model van Aristide Maillol.

## Toelichting
Vierny ontmoette Maillol op vijftienjarige leeftijd, toen hij 73 was. Ze werd zijn model en muze tijdens de laatste tien jaar van zijn leven. Hoewel Maillol haar soms 'uitleende' aan Henri Matisse en Pierre Bonnard, bleef zij toch vooral zijn model. Toen zij tijdens de Tweede Wereldoorlog gevangen werd genomen vanwege haar activiteiten als gids voor vluchtelingen in de Pyreneeën, zorgde Maillol er dan ook voor dat zij snel weer vrij kwam. Na Maillols dood in 1944 vocht ze voor zijn goede naam als kunstenaar. Dit was na de oorlog niet eenvoudig in Frankrijk, gezien Maillols vriendschappelijke contacten met Hitlers favoriete beeldhouwer Arno Breker.
Dina's goede relatie met Maillols vrouw en zoon zorgde ervoor dat ze later erfgenaam van de familie werd. In 1947 opende ze haar eigen galerie in Parijs, met steun van Matisse. Een deel van haar omvangrijke collectie moderne kunst vond een vaste stek in het Maillol Museum in Parijs, dat in 1995 zijn deuren opende. Het is gelegen in de Faubourg Saint-Germain (Rue de Grenelle 61). In Banyuls-sur-Mer, het geboortedorp van Maillol aan de voet van de Pyreneeën, richtte ze in het voormalige atelier van Maillol eveneens een Maillol Museum op en ze liet er zijn woonhuis restaureren. Vierny's uitgebreide kunstverzameling werd ondergebracht in de Fondation Dina Vierny. Tot de kunstenaars voor wier werk ze zich inzette behoorde de in Venezuela wonende Nederlandse beeldhouwer Cornelis Zitman. 
- Bibsys: 1542227324864
- Bibliothèque nationale de France: cb11928269q (data)
- CiNii: DA10893150
- Gemeinsame Normdatei: 132738120
- International Standard Name Identifier: 0000 0001 2103 0899
- Library of Congress Control Number: n50019670
- MusicBrainz: 858b2f67-161c-4ba1-bcd8-f7a5c27e463a
- Nationale Bibliotheek van Tsjechië: js20231181098
- Nationale bibliotheek van Australië: 35581780
- Nationale Bibliotheek van Israël: 987007317189005171
- Nederlandse Thesaurus van Auteursnamen: 071379835
- Réseau des bibliothèques de Suisse occidentale: 02-A003941691
- RKD-Nederlands Instituut voor Kunstgeschiedenis: 374835
- Istituto Centrale per il Catalogo Unico: RMSV109799
- SNAC: w64f44d3
- Système universitaire de documentation: 027184781
- Union List of Artist Names: 500276904
- Virtual International Authority File: 92809082
- WorldCat: E39PBJfCDxxpKmm9GwMrmdGT73